# 格兰维尔-伊莫维尔
格兰维尔-伊莫维尔（法語：Grainville-Ymauville，法語發音：[ɡʁɛ̃vil imovil]）是法国滨海塞纳省的一个市镇，属于勒阿弗尔区。该市镇于1823年由原市镇格兰维尔拉卢埃特（Grainville-l'Alouette）和伊莫维尔（Ymauville）合并而成。

## 地理
格兰维尔-伊莫维尔（49°39'27"N, 0°24'57"E）面积6.29 平方千米，位于法国诺曼底大区滨海塞纳省，该省份为法国北部沿海省份，其西部及北部濒大西洋英吉利海峡，东起顺时针与索姆省、瓦兹省、厄尔省和卡爾瓦多斯省接壤。
与格兰维尔-伊莫维尔接壤的市镇（或旧市镇、城区）包括：阿努维尔-维尔梅尼勒、布雷欧泰、布雷特维尔-迪格朗科、戈代维尔、贡夫勒维尔卡约。

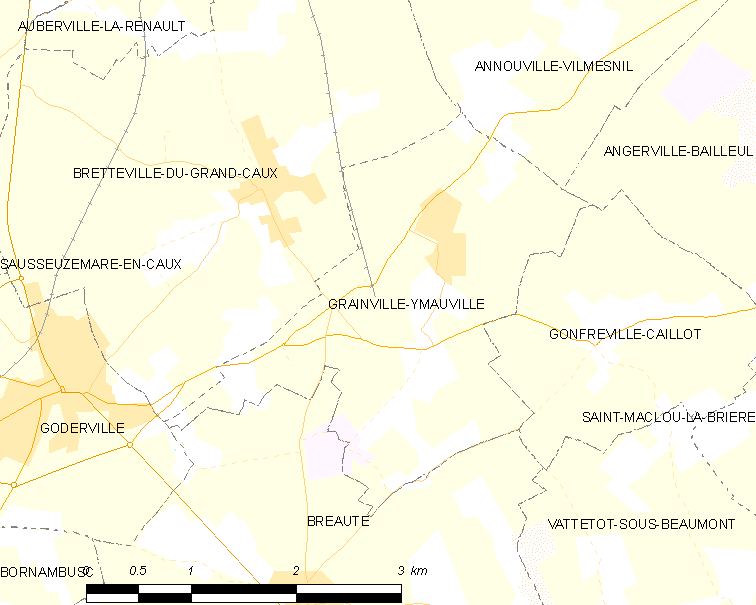
格兰维尔-伊莫维尔的OSM定位图

格兰维尔-伊莫维尔的时区为UTC+01:00、UTC+02:00（夏令时）。

## 行政
格兰维尔-伊莫维尔的邮政编码为76110，INSEE市镇编码为76317。

## 政治
格兰维尔-伊莫维尔所属的省级选区为圣罗曼-德科尔博斯克县。

## 人口

1962-2008年间格兰维尔-伊莫维尔人口变化图示

格兰维尔-伊莫维尔于2022年1月1日时的人口数量为423人。